# Colchicum manissadjianii
Colchicum manissadjianii là một loài thực vật có hoa trong họ Colchicaceae. Loài này được (Azn.) K.Perss. mô tả khoa học đầu tiên năm 2007.